# Nymphon braschnikowi
Nymphon braschnikowi is een zeespin uit de familie Nymphonidae. De soort behoort tot het geslacht Nymphon. Nymphon braschnikowi werd in 1906 voor het eerst wetenschappelijk beschreven door Schimkewitsch. 